# Tournedos-Bois-Hubert
Tournedos-Bois-Hubert – miejscowość i gmina we Francji, w regionie Normandia, w departamencie Eure.
Według danych na rok 1990 gminę zamieszkiwało 299 osób, a gęstość zaludnienia wynosiła 37 osób/km² (wśród 1421 gmin Górnej Normandii Tournedos-Bois-Hubert plasuje się na 614. miejscu pod względem liczby ludności, natomiast pod względem powierzchni na miejscu 459.).